# Stazzema

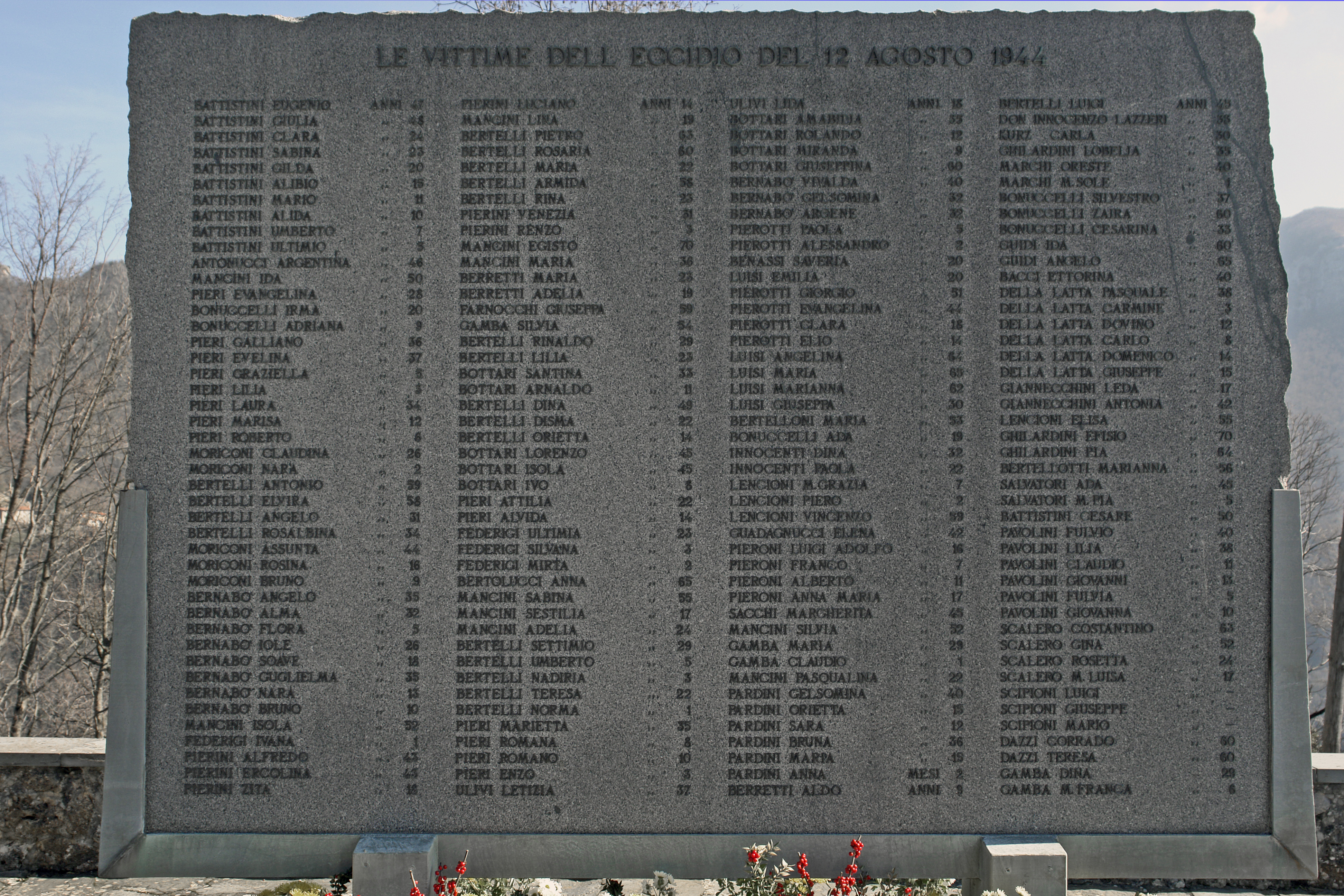
Lista de víctimas.

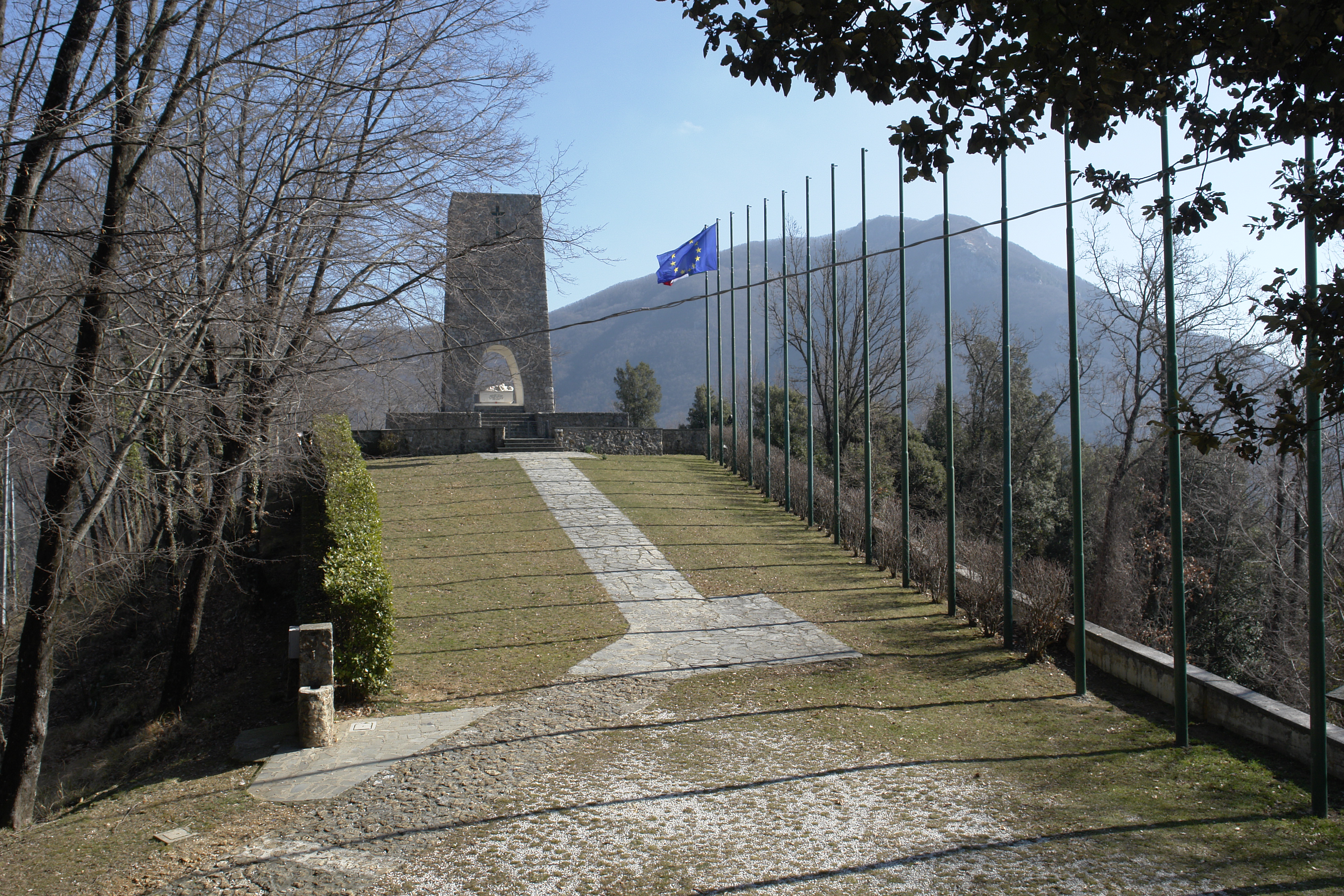
Monumento.

Stazzema o Santa Ana de Stazzema es una localidad y comuna municipal italiana de la provincia de Lucca, región de Toscana, situada a 80 km al noroeste de Florencia y 25 km de Lucca. Tiene 3363 habitantes.
Se encuentra enclavada en los Alpes Apuanos y es vecina de las comunas de Camaiore, Careggine, Massa, Molazzana, Pescaglia, Pietrasanta, Seravezza, Vagli Sotto y Vergemoli.

## Geografía física
El territorio de este municipio se extiende por completo en los Alpes Apuanos. Tiene una altitud mínima de 107 m s.n.m. y una altitud máxima de 1,858 m s.n.m, correspondiente a la cima del Monte Pania della Croce. Lo empinado del territorio hace que su urbanización sea muy difícil al igual que el cultivo, por tal razón no hay grandes campos cultivados, sino solo unos pocos huertos pequeños y medianos que rodean las distintas Fracciones.
El clima es templado de montaña con la influencia del cercano mar Tirreno con inviernos a veces nevados y veranos frescos y lluviosos, ya que los Alpes Apuanos son uno de los lugares más húmedos de Italia. en base al promedio de treinta años (1961-1990), la temperatura promedio del mes más frío, enero, es +1.6 °C; el del mes más cálido, julio, es +18.0 °C.
La precipitación media anual, cercana a los 2200 mm y distribuida en promedio en 102 días de lluvia, es abundante durante todo el año, a excepción de un mínimo relativo en verano
| Parámetros climáticos promedio de Altopascio          | Parámetros climáticos promedio de Altopascio | Parámetros climáticos promedio de Altopascio | Parámetros climáticos promedio de Altopascio | Parámetros climáticos promedio de Altopascio | Parámetros climáticos promedio de Altopascio | Parámetros climáticos promedio de Altopascio | Parámetros climáticos promedio de Altopascio | Parámetros climáticos promedio de Altopascio | Parámetros climáticos promedio de Altopascio | Parámetros climáticos promedio de Altopascio | Parámetros climáticos promedio de Altopascio | Parámetros climáticos promedio de Altopascio | Parámetros climáticos promedio de Altopascio |
| Mes                                                   | Ene.                                         | Feb.                                         | Mar.                                         | Abr.                                         | May.                                         | Jun.                                         | Jul.                                         | Ago.                                         | Sep.                                         | Oct.                                         | Nov.                                         | Dic.                                         | Anual                                        |
| ----------------------------------------------------- | -------------------------------------------- | -------------------------------------------- | -------------------------------------------- | -------------------------------------------- | -------------------------------------------- | -------------------------------------------- | -------------------------------------------- | -------------------------------------------- | -------------------------------------------- | -------------------------------------------- | -------------------------------------------- | -------------------------------------------- | -------------------------------------------- |
| Temp. máx. media (°C)                                 | 5.3                                          | 7.3                                          | 9.9                                          | 12.8                                         | 17.5                                         | 21.0                                         | 25.0                                         | 24.6                                         | 20.6                                         | 15.3                                         | 9.8                                          | 6.7                                          | 14.7                                         |
| Temp. mín. media (°C)                                 | -2.0                                         | -1.1                                         | 0.3                                          | 2.8                                          | 6.3                                          | 9.3                                          | 11.1                                         | 10.7                                         | 8.4                                          | 5.4                                          | 1.9                                          | -1.2                                         | 4.3                                          |
| Precipitación total (mm)                              | 293                                          | 238                                          | 196                                          | 159                                          | 147                                          | 108                                          | 61                                           | 120                                          | 159                                          | 216                                          | 273                                          | 225                                          | 2195                                         |
| Fuente: Stazione meteorologica di Stazzema Palagnana. |                                              |                                              |                                              |                                              |                                              |                                              |                                              |                                              |                                              |                                              |                                              |                                              |                                              |

## Historia
El territorio Stazzemese estuvo habitado desde la Edad de Hierro, como lo demuestran los hallazgos de los entierros prerromanos, la zona fue habitada por los etruscos desde alrededor del 800 aC con posterioridad el territorio fue habitado por los ligures apuanos.
La Fracción de Sant'Anna es tristemente célebre por la porque hacia el final de la Segunda Guerra Mundial tuvo lugar la llamada Masacre de Stazzema, cuando el 12 de agosto de 1944 las fuerzas alemanas de la SS nazi en retirada ―en represalia contra los partisanos― perpetraron la matanza de más de 560 civiles (en su mayoría mujeres y niños) en la plaza del poblado.
En 1970 le fue otorgada la Medalla de Oro al valor de sus habitantes:

Víctima de los horrores de la ocupación nazi, un notable tributo a los que sufren, entre las comunas de la región, se resumen, en la masacre de 560 entre sus ciudadanos y refugiados de Santa Ana, el partisano valor militar y el sacrificio de sangre de la gente de la Versilia, en veinte meses de aspérrima resistencia contra los opresores, trajo a la guerra de liberación a la flor de sus hijos, donando a la patria libertad la entrega generosa de 2500 partisanos y patriotas, el sacrificio de 200 heridos e inválidos, la vida de 118 caídos en armas, el holocausto de 850 asesinados. Tanta virtud del pueblo se convierte en el símbolo de la dignidad luminosa, noble síntesis del valor y el martirio de toda la Versilia, un recordatorio perpetuo y una advertencia.
Vittima d'orrori dell'occupazione nazista, insigne per tributo di sofferenza, fra i Comuni della Regione, riassume, nella strage di 560 fra i suoi cittadini e "rifugiati" di S. Anna, il partigiano valor militare e il sacrificio di sangue della gente di Versilia, che, in venti mesi d’asperrima resistenza all’oppressore, trasse alla guerra di liberazione il fiore dei suoi figli, donando alle patrie libertà la generosa dedizione di 2500 partigiani e patrioti, il sacrificio di 200 feriti e invalidi, la vita di 118 caduti in armi, l’olocausto di 850 trucidati. Tanta virtù di popolo assurge a luminosa dignità di símbolo, nobile sintesi di valore e martirio di tutta la Versilia, a perenne ricordo e monito.

## Película
La película de Spike Lee, Miracle at St. Anna (El milagro de Santa Ana, 2008), está basada en la novela homónima sobre la masacre, aunque los habitantes del pueblo la denunciaron como históricamente incorrecta.

## Evolución demográfica
| Gráfica de evolución demográfica de Stazzema entre 1861 y 2001 |
|                                                                |
| Fuente ISTAT - elaboración gráfica de Wikipedia                |

## Fracciones
| - Arni - Cardoso - Farnocchia - Gallena - La Culla (Santa Ana) - Levigliani - Mulina - Palagnana - Pomezzana | - Pontestazzemese (sede del Palacio Comunal). - Pruno - Retignano - Ruosina - Stazzema - Terrinca - Sant'Anna - Volegno |